# Stora Varholmen
Stora Varholmen är en ö i Göteborgs norra skärgård på ca 230 000 m². Ön är ett koloniområde.